# Scolopendra mirabilis
Scolopendra mirabilis (лат.) — вид губоногих многоножек (Chilopoda) из рода сколопендр (Scolopendra). Вид, встречающийся в тропических джунглях Танзании.
Мелкий вид, взрослые особи которого достигают длины не более 8,5 см. Усики состоят из 19-21 сегмента, из которых первые 8-18 блестят. Первые сегменты и последняя пара ног имеет тёмно-оранжевый цвет, тогда как остальные сегменты окрашены в голубой цвет с чёрными краями на границах сегментов и синими ногами.